# Survivor (Amerikaanse tv-serie)
Survivor is de Amerikaanse versie van het Zweedse programma Expedition Robinson, bedacht door Charlie Parsons, dat in premiere ging in 1997. De Amerikaanse versie ging in premiere op 31 mei 2001 op de zender CBS. Het word gepresenteerd door Jeff Probst die, samen met Mark Burnett, ook een uitvoerend producent is.
Survivor brengt een groep vreemden samen op een onbewoond eiland waar ze zelf moeten zorgen voor eten, vuur en onderdak. De kandidaten doen mee in proeven waar zowel hun fysieke (lopen, zwemmen, ...) als mentale (puzzels, ...) kracht word getest om uiteindelijk beloningen en/of immuniteit te winnen. De kandidaten worden één voor één uit the spel gestemd door hun medespelers tot twee of drie mensen overblijven, hierna wordt één van hen gekroond tot de winnaar door een stemming door de reeds eerder geëlimineerde spelers. De winnaar krijgt de titel van "Sole Survivor" en wordt beloond met $1.000.000,00.
De Amerikaans versie kent een enorm groot succes, het wordt beschouwd als de leider in Amerikaanse reality-tv. De serie werd reeds genomineerd voor 63 Emmy Awards waarvan ze er 7 hebben gewonnen.

## Format en regels
De Amerikaans versie volgt hetzelfde concept als de Zweedse versie. Zestien tot achttien spelers, verdeeld in twee, drie of vier kampen, worden op een afgelegen locatie (vaak een tropisch klimaat) gedropt en zijn geforceerd om met een magere vooraad 39 dagen te overleven (42 dagen in The Australian Outback, 26 dagen in seizoenen geproduceerd na 2020). Frequente mentale en fysieke proeven worden gebruikt om de kampen tegen elkaar op te zetten in een strijd voor beloningen (luxe goederen) en/og immuniteit. Het verliezend kamp word naar "Tribal Council" gestuurd, waar ze iemand van hun kamp naar huis moeten stemmen.
Halverwege het spel komen de overblijvende spelers samen om op 1 gedeeld eiland te leven. Op dit punt in het spel word gestreden om individuele immuniteit waar de winnaar als enige zeker is van zijn/haar plek in het spel bij de volgende "Tribal Council". De spelers die vanaf dit punt in het spel naar huis worden gestemd worden deel van de "jury". Wanneer er nog twee/drie spelers over zijn word de "Final Tribal Council" gehouden, hier proberen de finalisten de jury te overtuigen om voor hen te stemmen. Wanneer de jury hun stem heeft uitgebracht word een winnaar gekroond tot "Sole Survivor".

## Series overview
| Seizoen | Werknaam                        | Locatie                                                           | Kamp formatie | Winnaar                 | Tweede plek                               | Tweede plek                               | Stemming            |
| ------- | ------------------------------- | ----------------------------------------------------------------- | --- | ----------------------- | ----------------------------------------- | ----------------------------------------- | ------------------- |
| 1       | Borneo                          | Pulau Tiga, Sabah, Malaysia                                       | Twee kampen met acht nieuwe spelers elk | Richard Hatch           | Kelly Wiglesworth                         | Kelly Wiglesworth                         | 4–3                 |
| 2       | The Australian Outback          | Herbert River at Goshen Station, Queensland, Australia            | Twee kampen met acht nieuwe spelers elk | Tina Wesson             | Colby Donaldson                           | Colby Donaldson                           | 4–3                 |
| 3       | Africa                          | Shaba National Reserve, Kenya                                     | Twee kampen met acht nieuwe spelers elk | Ethan Zohn              | Kim Johnson                               | Kim Johnson                               | 5–2                 |
| 4       | Marquesas                       | Nuku Hiva, Marquesas Islands, French Polynesia                    | Twee kampen met acht nieuwe spelers elk | Vecepia Towery          | Neleh Dennis                              | Neleh Dennis                              | 4–3                 |
| 5       | Thailand                        | Ko Tarutao, Satun Province, Thailand                              | Twee kampen met acht nieuwe speler elk; verdeeld door de twee oudste spelers                                                                       | Brian Heidik            | Clay Jordan                               | Clay Jordan                               | 4–3                 |
| 6       | The Amazon                      | Rio Negro, Amazonas, Brazil                                       | Twee kampen met acht spelers elk; verdeeld o.b.v. gender                                                                                           | Jenna Morasca           | Matthew Von Ertfelda                      | Matthew Von Ertfelda                      | 6–1                 |
| 7       | Pearl Islands                   | Pearl Islands, Panama                                             | Twee kampen met acht nieuwe spelers elk | Sandra Diaz-Twine       | Lillian Morris                            | Lillian Morris                            | 6–1                 |
| 8       | All-Stars                       | Pearl Islands, Panama                                             | Drie kampen met zes terugkerende spelers elk | Amber Brkich            | Rob Mariano                               | Rob Mariano                               | 4–3                 |
| 9       | Vanuatu                         | Efate, Shefa, Vanuatu                                             | Twee kampen met negen nieuwe spelers elk; verdeeld o.b.v. gender                                                                                   | Chris Daugherty         | Twila Tanner                              | Twila Tanner                              | 5–2                 |
| 10      | Palau                           | Koror, Palau                                                      | Twee kampen met negen nieuwe spelers elk; kandidaten worden 1 voor 1 gekozen, 2 spelers blijven over en worden uitgeschakeld                       | Tom Westman             | Katie Gallagher                           | Katie Gallagher                           | 6–1                 |
| 11      | Guatemala                       | Laguna Yaxhá, Yaxhá-Nakúm-Naranjo National Park, Petén, Guatemala | Twee kampen met negen spelers elk, waarvan twee terugkerende spelers                                                                               | Danni Boatwright        | Stephenie LaGrossa                        | Stephenie LaGrossa                        | 6–1                 |
| 12      | Panama                          | Pearl Islands, Panama                                             | Vier kampen met vier nieuwe spelers elk; verdeerld o.b.v. gender en leeftijd                                                                       | Aras Baskauskas         | Danielle DiLorenzo                        | Danielle DiLorenzo                        | 5–2                 |
| 13      | Cook Islands                    | Aitutaki, Cook Islands                                            | Vier kampen met vijf nieuwe spelers elk; verdeeld o.b.v. ras: African Americans, Caucasians, Hispanics, Asian Americans                            | Yul Kwon                | Ozzy Lusth                                | Becky Lee                                 | 5–4–0               |
| 14      | Fiji                            | Macuata, Vanua Levu, Fiji                                         | Twee kampen met negen nieuwe spelers elk; verdeeld door één speler die de eerste geelimineerde persoon vervangt                                    | Earl Cole               | Cassandra Franklin & Andria "Dreamz" Herd | Cassandra Franklin & Andria "Dreamz" Herd | 9–0–0               |
| 15      | China                           | Zhelin, Jiujiang, Jiangxi, China                                  | Twee kampen met acht nieuwe spelers elk | Todd Herzog             | Courtney Yates                            | Amanda Kimmel                             | 4–2–1               |
| 16      | Micronesia                      | Koror, Palau                                                      | Twee kampen met tien spelers elk; nieuwe spelers tegen terugkerende spelers                                                                        | Parvati Shallow         | Amanda Kimmel                             | Amanda Kimmel                             | 5–3                 |
| 17      | Gabon                           | Wonga-Wongue Presidential Reserve, Estuaire, Gabon                | Twee kampen met negen nieuwe spelers elk; verdeeld door de twee oudste spelers                                                                     | Robert "Bob" Crowley    | Susie Smith                               | Jessica "Sugar" Kiper                     | 4–3–0               |
| 18      | Tocantins                       | Jalapão, Tocantins, Brazil                                        | Twee kampen met acht nieuwe spelers elk | James "J.T." Thomas Jr. | Stephen Fishbach                          | Stephen Fishbach                          | 7–0                 |
| 19      | Samoa                           | Upolu, Samoa                                                      | Twee kampen met tien nieuwe spelers elk | Natalie White           | Russell Hantz                             | Mick Trimming                             | 7–2–0               |
| 20      | Heroes vs. Villains             | Upolu, Samoa                                                      | Twee kampen met tien terugkerende spelers elk; verdeeld a.d.h.v. reputatie: helden vs slechterikken                                                | Sandra Diaz-Twine       | Parvati Shallow                           | Russell Hantz                             | 6–3–0               |
| 21      | Nicaragua                       | San Juan del Sur, Rivas, Nicaragua                                | Twee kampen met tien nieuwe spelers elk; verdeeld o.b.v. leeftijd                                                                                  | Jud "Fabio" Birza       | Chase Rice                                | Matthew "Sash" Lenahan                    | 5–4–0               |
| 22      | Redemption Island               | San Juan del Sur, Rivas, Nicaragua                                | Twee kampen met negen spelers elk, waarvan twee terugkerende spelers                                                                               | Rob Mariano             | Phillip Sheppard                          | Natalie Tenerelli                         | 8–1–0               |
| 23      | South Pacific                   | Upolu, Samoa                                                      | Twee kampen met negen spelers elk, waarvan twee terugkerende spelers                                                                               | Sophie Clarke           | Benjamin "Coach" Wade                     | Albert Destrade                           | 6–3–0               |
| 24      | One World                       | Upolu, Samoa                                                      | Twee kampen met negern nieuwe spelers elk; de kampen delen een eiland                                                                              | Kim Spradlin            | Sabrina Thompson                          | Chelsea Meissner                          | 7–2–0               |
| 25      | Philippines                     | Caramoan, Camarines Sur, Philippines                              | Drie kampen met zes spelers elk, waarvan drie terugkerende spelers                                                                                 | Denise Stapley          | Lisa Whelchel & Michael Skupin            | Lisa Whelchel & Michael Skupin            | 6–1–1               |
| 26      | Caramoan                        | Caramoan, Camarines Sur, Philippines                              | Twee kampen met tien spelers elk; nieuwe spelers tegen terugkerende spelers                                                                        | John Cochran            | Dawn Meehan & Sherri Biethman             | Dawn Meehan & Sherri Biethman             | 8–0–0               |
| 27      | Blood vs. Water                 | Palaui Island, Santa Ana, Cagayan, Philippines                    | Twee kampen met tien spelers elk; terugkerende spelers vs hun familieleden                                                                         | Tyson Apostol           | Monica Culpepper                          | Gervase Peterson                          | 7–1–0               |
| 28      | Cagayan                         | Palaui Island, Santa Ana, Cagayan, Philippines                    | Drie kampen met zes nieuwe spelers elk; verdeeld o.b.v. spieren, schoonheid, slimheid                                                              | Tony Vlachos            | Yung "Woo" Hwang                          | Yung "Woo" Hwang                          | 8–1                 |
| 29      | San Juan del Sur                | San Juan del Sur, Rivas, Nicaragua                                | Twee kampen met negen nieuwe spelers elk; familie leden spelen tegen elkaar                                                                        | Natalie Anderson        | Jaclyn Schultz                            | Missy Payne                               | 5–2–1               |
| 30      | Worlds Apart                    | San Juan del Sur, Rivas, Nicaragua                                | Drie kampen met zes nieuwe spelers elk; verdeeld o.b.v. werkgebied                                                                                 | Mike Holloway           | Carolyn Rivera & Will Sims II             | Carolyn Rivera & Will Sims II             | 6–1–1               |
| 31      | Cambodia                        | Koh Rong, Cambodia                                                | Twee kampen met tien terugkerende spelers elk; spelers hebben slecht 1 keer gespeeld, hebben niet gewonnen en werden geselecteerd door het publiek | Jeremy Collins          | Spencer Bledsoe & Tasha Fox               | Spencer Bledsoe & Tasha Fox               | 10–0–0              |
| 32      | Kaôh Rōng                       | Koh Rong, Cambodia                                                | Drie kampen met zes nieuwe spelers elk; verdeeld o.b.v. spieren, schoonheid, slimheid                                                              | Michele Fitzgerald      | Aubry Bracco                              | Tai Trang                                 | 5–2–0               |
| 33      | Millennials vs. Gen X           | Mamanuca Islands, Fiji                                            | Twee kampen met tien nieuwe spelers elk; verdeeld o.b.v. leeftijd                                                                                  | Adam Klein              | Hannah Shapiro & Ken McNickle             | Hannah Shapiro & Ken McNickle             | 10–0–0              |
| 34      | Game Changers                   | Mamanuca Islands, Fiji                                            | Twee kampen met tien terugkerende spelers elk | Sarah Lacina            | Brad Culpepper                            | Troy "Troyzan" Robertson                  | 7–3–0               |
| 35      | Heroes vs. Healers vs. Hustlers | Mamanuca Islands, Fiji                                            | Drie kampen met zes nieuwe spelers elk; verdeeld o.b.v. een dominante eigenshap                                                                    | Ben Driebergen          | Chrissy Hofbeck                           | Ryan Ulrich                               | 5–2–1               |
| 36      | Ghost Island                    | Mamanuca Islands, Fiji                                            | Twee kampen met tien nieuwe spelers elk | Wendell Holland         | Domenick Abbate                           | Laurel Johnson                            | 5–5–0 1–0           |
| 37      | David vs. Goliath               | Mamanuca Islands, Fiji                                            | Twee kampen met tien nieuwe spelers elk; verdeeld o.b.v. privilege                                                                                 | Nick Wilson             | Mike White                                | Angelina Keeley                           | 7–3–0               |
| 38      | Edge of Extinction              | Mamanuca Islands, Fiji                                            | Twee kampen met negen spelers elk, waarvan vier terugkerende spelers                                                                               | Chris Underwood         | Gavin Whitson                             | Julie Rosenberg                           | 9–4–0               |
| 39      | Island of the Idols             | Mamanuca Islands, Fiji                                            | Twee kampen met tien nieuwe spelers elk, twee oud spelers keren terug als niet spelende mentors                                                    | Tommy Sheehan           | Dean Kowalski                             | Noura Salman                              | 8–2–0               |
| 40      | Winners at War                  | Mamanuca Islands, Fiji                                            | Twee kampen met tien winnaars elk | Tony Vlachos            | Natalie Anderson                          | Michele Fitzgerald                        | 12–4–0              |
| 41      | -                               | Mamanuca Islands, Fiji                                            | Drie kampen met zes nieuwe spelers elk | Erika Casupanan         | Deshawn Radden                            | Xander Hastings                           | 7-1-0               |
| 42      | -                               | Mamanuca Islands, Fiji                                            | Drie kampen met zes nieuwe spelers elk | Maryanne Oketch         | Mike Turner                               | Romeo Escobar                             | 7-1-0               |
| 43      | -                               | Mamanuca Islands, Fiji                                            | Drie kampen met zes nieuwe spelers elk | Mike Gabler             | Cassidy Clark                             | Owen Knight                               | 7-1-0               |
| 44      | -                               | Mamanuca Islands, Fiji                                            | Drie kampen met zes nieuwe spelers elk | Yamil "Yam Yam" Arocho  | Heidi Lagares-Greenblatt                  | Carolyn Wiger                             | 7-1-0               |
| 45      | -                               | Mamanuca Islands, Fiji                                            | Drie kampen met zes nieuwe spelers elk | Dee Valladares          | Austin Li Coon                            | Jake O'Kane                               | 5-3-0               |
| 46      | -                               | Mamanuca Islands, Fiji                                            | Drie kampen met zes nieuwe spelers elk | Kenzie Petty            | Charlie Davis                             | Ben Katzman                               | 5-3-0               |
| 47      | -                               | Mamanuca Islands, Fiji                                            | Drie kampen met zes nieuwe spelers elk | Rachel LaMont           | Sam Phalen                                | Sue Smey                                  | 7-1-0               |
| 48      | -                               | Mamanuca Islands, Fiji                                            | Drie kampen met zes nieuwe spelers elk | Kyle Fraser             | Eva Erickson                              | Joe Hunter                                | 5-2-1               |
| 49      | -                               | Mamanuca Islands, Fiji                                            | Drie kampen met zes nieuwe spelers elk | Opkemende seizoenen     | Opkemende seizoenen                       | Opkemende seizoenen                       | Opkemende seizoenen |
| 50      | In the Hands of The Fans        | Mamanuca Islands, Fiji                                            | Drie kampen met acht terugkerens spelers elk | Opkemende seizoenen     | Opkemende seizoenen                       | Opkemende seizoenen                       | Opkemende seizoenen |

1. ↑  Originally did not have a subtitle. Later subtitled as Pulau Tiga as later seasons aired, but it was retitled again to Borneo.
2. ↑  The final vote was initially tied for Holland and Abbate. Johnson, who received no votes, was then tasked with casting the final tie-breaking vote.